# Pasar Lamno
Pasar Lamno is een bestuurslaag in het regentschap Aceh Jaya van de provincie Atjeh, Indonesië. Pasar Lamno telt 255 inwoners (volkstelling 2010).